# یونگ می
یونگ می (انگلیسی: Yong Mei؛ زادهٔ ۱۴ فوریهٔ ۱۹۷۰) هنرپیشه اهل چین است.
وی همچنین برندهٔ جوایزی همچون خرس نقره‌ای برای بهترین بازیگر زن در سال ۲۰۱۹ شده‌است.